# باترفلای
باترفلای (انگلیسی: Butterfly) شرکت تجهیزات ورزشی ژاپنی است، که در سال ۱۹۵۰ تأسیس شد.